# Monte Padro
Il monte Padro (monte Padru in corso) è un monte della Corsica. Si trova tra la valle di Tartagine (Tartaghjine) e la valle d'Asco (Ascu). 

## Descrizione

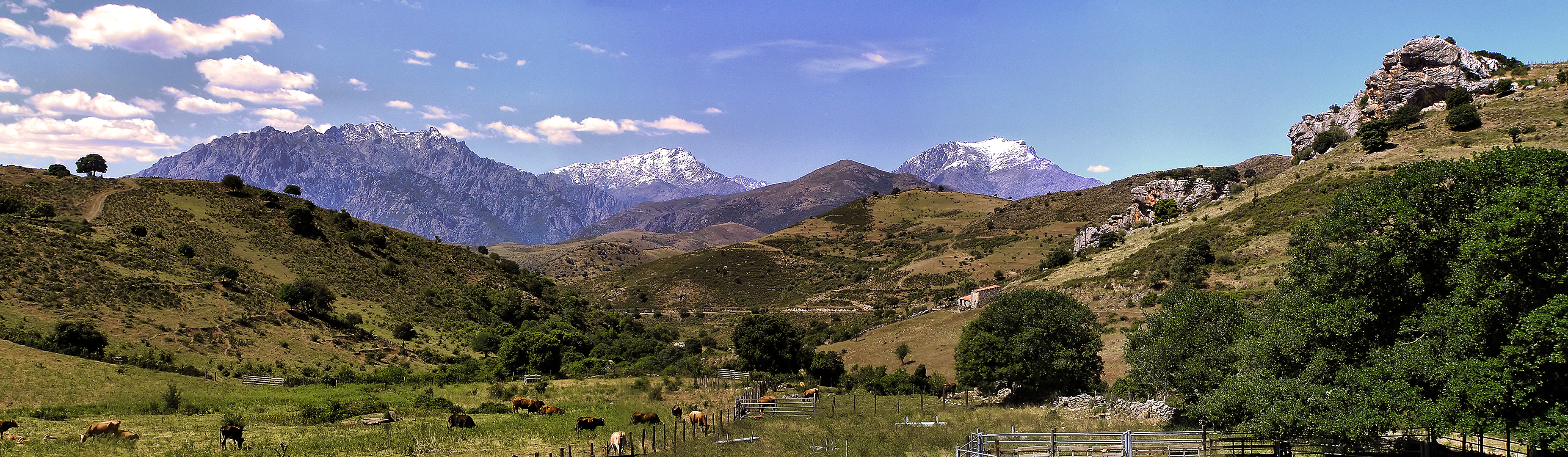
Il Monte Padru visto da Pietralba

Il monte, che culmina a 2390 metri d'altezza, fa parte della catena del Monte Cinto.
È il punto più elevato della microregione del Giunsanni. È visibile dalla baia di Calvi, dalla costa occidentale di Capo Corso e dalle montagne al centro dell'isola.